# Gruppo 63
Gruppo 63 war eine der italienischen Literaturbewegung Neoavanguardia zugehörige Schriftstellergruppe, die im Oktober 1963 in Palermo gegründet und 1969 aufgelöst wurde. Die Gruppierung ging aus dem erweiterten Kreis von Schriftstellern, Dichtern, Kritikern und Theoretikern hervor, die bereits 1961 im Anthologie-Manifest I Novissimi Werke publiziert hatten, welche der italienischen Literaturtradition z. B. des Neorealismo kritisch gegenüberstand.
Der Gruppo 63 bemühte sich um eine Erweiterung der traditionellen Inhalte und als schematisch empfundenen Ausdrucksformen der Italienischen Literatur der 1950er-Jahre, wurde jedoch aufgrund seiner komplexen Kommunikationscodes und seines aristokratisch distanzierten Ansatzes als „elitär und verkopft“ kritisiert. In Anlehnung an die Ideen des Marxismus und des Strukturalismus, jedoch ohne feste Regeln oder Manifeste, kam es zu formalen und inhaltlichen Experimenten, die vom breiten Publikum ignoriert, im literaturkritischen Ambiente jedoch aufmerksam verfolgt wurde. Bekannt sind auch die Polemiken gegenüber damals bereits „gestandenen“ Autoren wie Carlo Cassola und Vasco Pratolini, die von der Gruppe ironisch als „lial“ bezeichnet wurden, ein Verweis auf Liala, Autorin von Liebes- und Familienromanen.
Mitglieder der Gruppe waren Alberto Arbasino, Luciano Anceschi, Nanni Balestrini, Achille Bonito Oliva, Alfredo Giuliani, Giorgio Celli, Furio Colombo, Corrado Costa, Roberto Di Marco, Umberto Eco, Enrico Filippini, Alberto Gozzi, Angelo Guglielmi, Luigi Malerba, Giorgio Manganelli, Giulia Niccolai, Elio Pagliarani, Antonio Porta, Lamberto Pignotti, Edoardo Sanguineti, Adriano Spatola, Sebastiano Vassalli und Michele Perriera.
Die Gruppe gab unter anderem die Zeitschriften Malebolge, Quindici und Grammatica heraus.